# Dohrīghāt
Dohrīghāt är en ort i Indien.   Den ligger i distriktet Mau och delstaten Uttar Pradesh, i den nordöstra delen av landet, 700 km öster om huvudstaden New Delhi. Dohrīghāt ligger 78 meter över havet och antalet invånare är 11 180.
Terrängen runt Dohrīghāt är mycket platt. Runt Dohrīghāt är det tätbefolkat, med 790 invånare per kvadratkilometer. Närmaste större samhälle är Ghosi, 18,7 km söder om Dohrīghāt. Trakten runt Dohrīghāt består till största delen av jordbruksmark.